# 에이스테크놀로지
에이스테크놀로지(Ace Technologies Corp.) 주식회사는 RF부품 및 Radio System, 기지국 및 모바일 안테나 등 무선 통신에 필요한 통신기기 등을 제조/판매 기업이다. 대표이사 구관영으로 인천광역시 연수구 하모니로187번길 16 (송도동)에 위치하고 있다.
한국, 베트남, 인도, 중국 등에 제조 기지와 6개국에서 연구소를 운영하고 있다 미국에 장비를 수출하고 있다 제3자 배정 유상증자로 호주 투자사인AURISE INVESTMENT PTY LIMITED에 경영권을 이전하였다

## 역사
1980년에 명성무역으로 설립되어 1986년 에이스안테나로 사명으로 변경하였다가 1997년의 현재의 사명으로 변경하였다.

## 참고문헌
1. ↑  SK증권 기업분석보고서 - 에이스테크
2. ↑  상장기업분석 에이스테크놀로지, 2021-04-16, 전자신문
3. ↑  에이스테크놀로지, 美디시네트워크 '5G 장비' 공급... 5년간 약 7만대 전자신문 2022-06-02
4. ↑  윤상호, 에이스테크, 호주 투자사에 신주 발행 경영권 매각, 더일렉, 2023-11-13
5. ↑  윤상호, 에이스테크, 3분기 영업손실 143억원…전년비 적자지속, 더일렉, 2023-11-15